# أسطول يو-بوت الثاني عشر
أسطول يو-بوت الثاني عشر ( الألمانية 12. Unterseebootsflottille ) أسطول ألماني لغواصات يو كون في 15 أكتوبر 1942 في بوردو تحت قيادة كورفيتنكابيتان Klaus Scholtz. تم حل الأسطول في 25 أغسطس 1944 بسبب أقتراب وصول قوات الحلفاء.

## قادة الأسطول
| المدة الزمنية           | قائد                         |
| ----------------------- | ---------------------------- |
| يناير 1941 – يناير 1944 | Fregattenkapitän كلاوس شولتز |

## تعيين يو- القوارب
تم تعيين غواصات يو التالية في الأسطول في بوردو في أوقات مختلفة خلال فترة خدمتها: 
- يو-117
- يو-118
- يو-119
- يو-177
- يو-178
- يو-179
- يو-180
- يو-181
- يو-182
- يو-195
- يو-196
- يو-197
- يو-198
- يو-199
- يو-200
- يو-219
- يو-220
- يو-233
- يو-459
- يو-460
- يو-461
- يو-462
- يو-463
- يو-487
- يو-488
- يو-489
- يو-490
- يو-847
- يو-848
- يو-849
- يو-850
- يو-851
- يو-852
- يو-859
- يو-860
- يو-861
- يو-862
- يو-863
- يو-871
- يو-1059
- يو-1061
- يو-1062

 تم تخصيص اثنين وأربعين من غواصات يو للخدمة في الأسطول. قبل الاستيلاء على القاعدة في بوردو من قبل الحلفاء ، تمكنت غواصات يو-861 و يو-862 و يو-1061 من الهرب، وتم نقلها إلى أساطيل غواصات الأخرى.